# Elezione del Presidente del Senato del 1996
L'elezione del presidente del Senato del 1996 per la XIII legislatura della Repubblica Italiana si è svolta il 9 maggio 1996.
Il presidente del Senato uscente è Carlo Scognamiglio. Presidente provvisorio è, per la terza volta, Francesco De Martino.
Presidente del Senato della Repubblica, eletto al II scrutinio, è Nicola Mancino.

## L'elezione

### Preferenze per Nicola Mancino
| Scrutinio | Voti | Percentuale |
| --------- | ---- | ----------- |
| I         | 0    | 0%          |
| II        | 178  | 56,6%       |

## 9 maggio 1996

### I scrutinio
Per la nomina è richiesta la maggioranza assoluta dei componenti dell'Assemblea.
| Dati votazione | Dati votazione    |     | Nome                     | Nome | Voti |
| -------------- | ----------------- | --- | ------------------------ | ---- | ---- |
| Presenti       | 320               |     | Enrico La Loggia         | 111  |      |
| Votanti        | 320               |     | Francesco Tabladini      | 27   |      |
| Astenuti       | 0                 |     | Adriano Ossicini         | 3    |      |
| Maggioranza    | 163               |     | Helga Thaler Ausserhofer | 2    |      |
|                |                   |     | Carlo Scognamiglio       | 2    |      |
|                | Francesco Cossiga | 1   |                          |      |      |
|                | Luigi Caruso      | 1   |                          |      |      |
|                | Amintore Fanfani  | 1   |                          |      |      |
|                | Schede bianche    | 172 |                          |      |      |
| Schede nulle   | 0                 |     |                          |      |      |

Poiché nessun candidato raggiunge il quorum richiesto, si procede al II scrutinio.

### II scrutinio
Per la nomina è richiesta la maggioranza assoluta dei componenti dell'Assemblea.
| Dati votazione | Dati votazione   |   | Nome                | Nome | Voti |
| -------------- | ---------------- | - | ------------------- | ---- | ---- |
| Presenti       | 314              |   | Nicola Mancino      | 178  |      |
| Votanti        | 314              |   | Enrico La Loggia    | 100  |      |
| Astenuti       | 0                |   | Francesco Tabladini | 25   |      |
| Maggioranza    | 163              |   | Francesco Cossiga   | 2    |      |
|                |                  |   | Luigi Caruso        | 1    |      |
|                | Antonio D'Alì    | 1 |                     |      |      |
|                | Amintore Fanfani | 1 |                     |      |      |
|                | Schede bianche   | 6 |                     |      |      |
| Schede nulle   | 0                |   |                     |      |      |

Risulta eletto: Nicola Mancino (PPI)